# Hossein Diba
Abdul-Hossein Diba (persisch حسین دیبا‎; * 1893 in Täbris) war ein iranischer Diplomat.
Hossein Diba war einer von vier Söhnen von Mehdi Diba (Sha'a al-Dawlah) ein Gesandter in Den Haag und in Sankt Petersburg sowie Großvater von Farah Pahlavi. Sein Sohn war Fereydoun Diba.

Er genoss eine traditionelle Erziehung in Teheran, wo er die französische Schule besuchte und französisch lernte. Die politisch unsteten 1930er Jahre führten ihn, als Vertrauten von Abdul-ossein Timurtash, dem Hofminister in das Mustergefängnis Qasr.

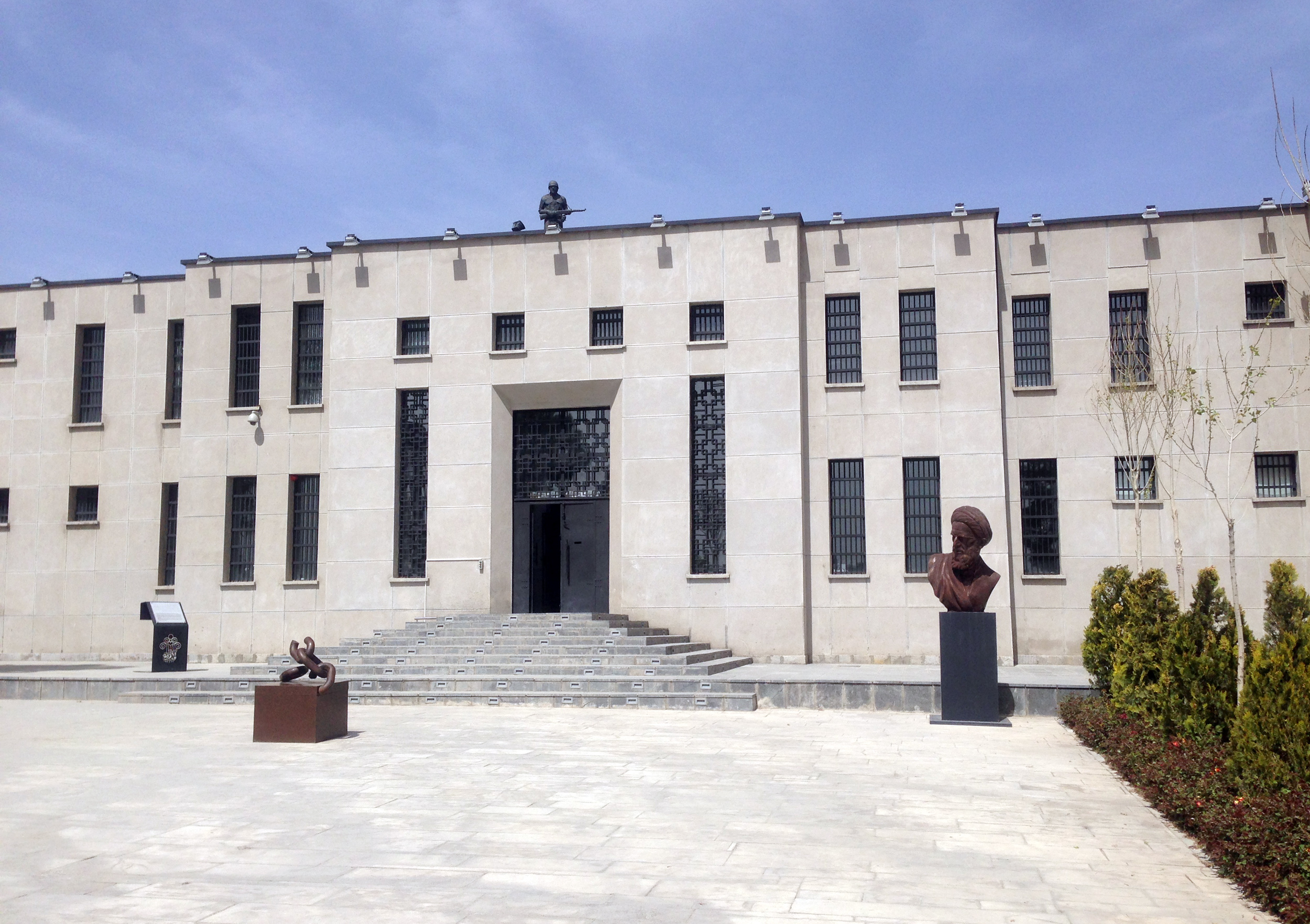
Mustergefängnis Qasr

## Werdegang
Er trat in den auswärtigen Dienst ein und wurde an den Konsulaten in Batumi und Tiflis beschäftigt. Zudem wurde er Gesandtschaftssekretär dritter Klasse in Den Haag.
Anschließend war er in der zweiten Abteilung Völkerbund beschäftigt. In der Folge war er Wirtschaftsministerium beschäftigt. Er war Gesandtschaftssekretär erster Klasse in Bukarest und 1944 Bagdad. Von 1950 bis 1952 war er Geschäftsträger in Brüssel. Im Sommer 1953, zur Zeit der Abadan-Krise leitete Diba das Passamt in Teheran. Nachdem Mohammad Reza Pahlavi als Machthaber aus der Operation Ajax hervorging schlug sich sein Misstrauen gegenüber dem auswärtigen Dienst in Regeln nieder, welche es Botschaftern untersagte Bücher zu veröffentlichen. Der Kreis der Diplomaten, welche sein Vertrauen genossen war überschaubar, was im Fall von Diba zu zeitgleichen Ernennungen führte. Am 15. August 1954 wurde er Ministre plénipotentiaire in Jedda akkreditiert, für dieselbe Funktion war er zeitgleich auch in Addis Abeba ernannt, wozu er seinen Wohnort halbjährlich wechseln und darüber hinaus besondere Aufgaben im Oman wahrzunehmen sollte.